# Парк Победы (Караганда)
Парк Победы (каз. Жеңіс саябағы) — парк посвящённый победе в Великой Отечественной войне. До реконструкции назывался Парк воинов-интернационалистов. Расположен в Казыбекбийском районе города Караганда.

## История
В 1990 году в одном из скверов Караганды был установлен Архитектурно-мемориальный ансамбль воинам-интернационалистам. С того времени эту зелёную зону стали называть «Парк воинов-интернационалистов».
В 2005 году было заявлено, что в Караганде будет создан новый Парк Победы. На эти цели планировалось потратить 68 миллионов тенге за счёт частных инвесторов.
Открытие парка состоялось 9 мая 2009 года, в 64-ю годовщину Победы. В нём был сооружён фонтан и стела в честь 60-летия Победы. При этом, горожане заметили грамматическую ошибку на казахском языке в надписи на мемориальной плите. Это связывали со спешкой в работах по сооружению Парка к праздничной фразе.
С этого времени Парк Победы становится центром празднования Дня Победы.

## Монументы в парке

### Памятник воинам-интернационалистам
В 1990 году в парке был открыт мемориальный комплекс воинам-интернационалистам, участвовавшим в войне в Афганистане. Авторами проекта памятника выступили скульптор — Н. Новопольцев и архитектор — Ж. Алтаев. Архитектурным центром композиции является подиум с фамилиями погибших карагандинцев, который увенчан 8-метровой бронзовой композицией с фигурой юноши, который олицетворяет опалённую войной юность.
Памятник входит в список памятников истории и культуры местного значения Карагандинской области в городе Караганде.

### Стела в честь 60-летия Победы
Монумент представляет собой высокую стелу, у подножия которой расположен барельеф с пятиконечной золотой звездой, символом Красной Армии. Изначально на вершине стелы был расположен беркут, как символ казахского народа, однако в дальнейшем он был перемещён на Монумент Независимости. По результатам нового конкурса на вершину стелы была помещена звезда с ордена «Халық Қаһарманы», что символизирует связь времён и поколений.

### Памятник ликвидаторам аварии на Чернобыльской АЭС

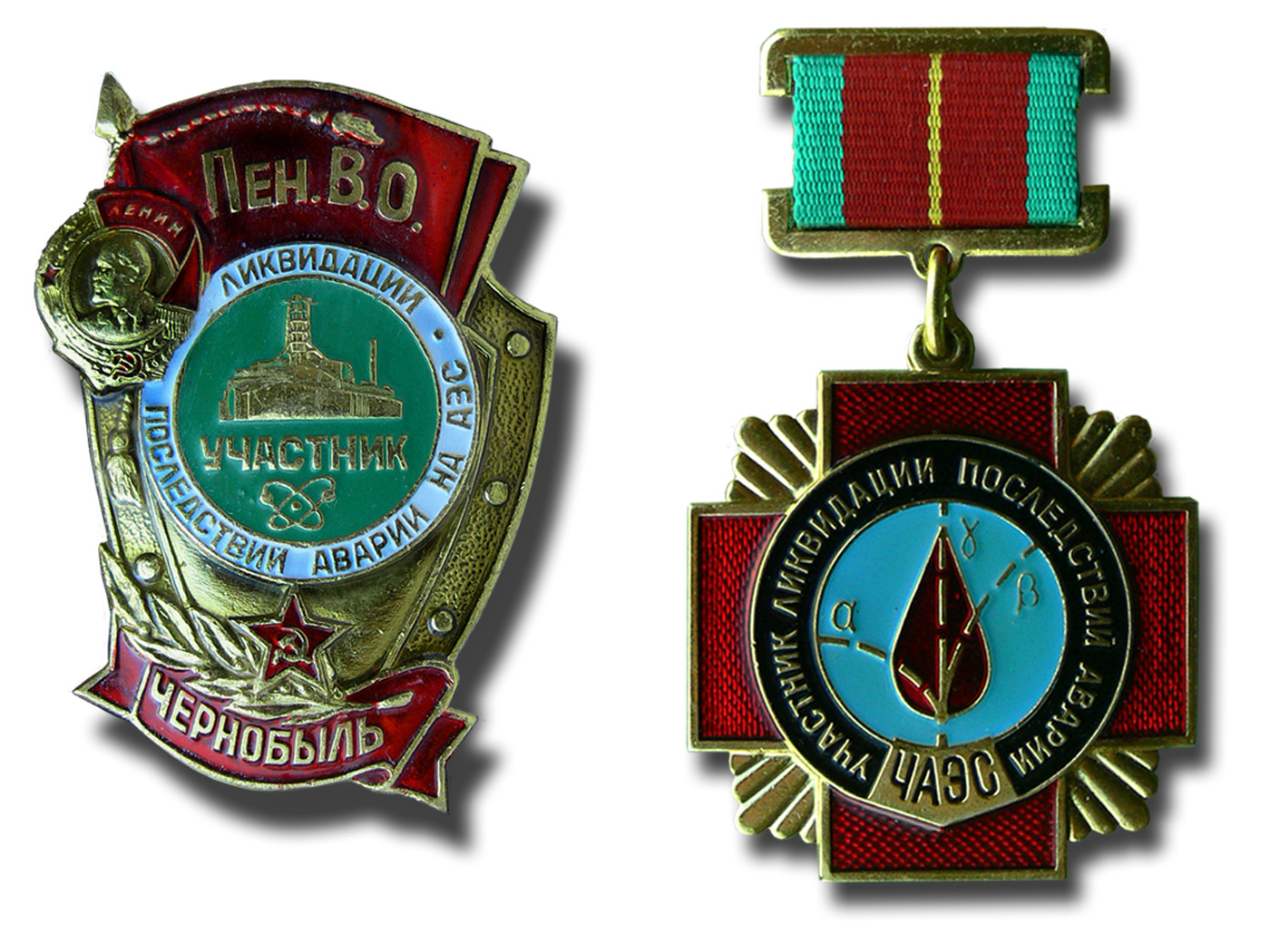
Знак участника ликвидации последствий аварии на ЧАЭС

В ликвидации аварии на Чернобыльской АЭС приняло участие свыше 32 тысяч казахстанцев, из которых около 2000 – жители Карагандинской области и города Караганды. По состоянию на 2014 год в живых оставались 654 человека, 272 из них проживали в Караганде. Инициатива увековечения памяти ликвидаторов аварии общественному объединению «Карагандинский областной Союз ветеранов Чернобыля-Семипалатинска». 26 апреля 2014 года в парке Победы состоялась церемония открытия мемориальной доски с надписью, что здесь будет установлен памятник ликвидаторам аварии на Чернобыльской АЭС.
30 августа 2016 года, в День Конституции РК, в Парке Победы  состоялось торжественное открытие памятника по проекту скульптора И. Баграмова.
Памятник представляет собой три колонны, высотой 10 метров, которые устремлены в небо. Их венчает знак «Осторожно, радиация». На монументе увековечены знак ликвидатора, а также панно из фотографий, которые были сделаны в Чернобыле карагандинцами.